# Trace-Tabelle
Eine Trace-Tabelle (auch Ablaufverfolgungstabelle oder Werteverlaufstabelle) ist eine Technik, die zum Testen von Algorithmen verwendet wird, um sicherzustellen, dass während der Verarbeitung des Algorithmus keine logischen Fehler auftreten. Die Tabelle hat in der Regel mehrere Spalten, welche jeweils eine Variable anzeigen und mehrere Zeilen, wobei jede Zeile eine Zahleneingabe in den Algorithmus und die nachfolgenden Werte der Variablen anzeigt.
Ablaufverfolgungstabellen werden in der Regel in Schulen und Hochschulen verwendet, wenn sie Schülern das Programmieren beibringen. Sie können ein wesentliches Werkzeug sein, um den Schülern zu erklären, wie ein bestimmter Algorithmus funktioniert und wie der systematische Prozess abläuft, der auftritt, wenn der Algorithmus ausgeführt wird. Sie können auch für das Debuggen von Anwendungen nützlich sein und dem Programmierer helfen, leicht zu erkennen, welcher Fehler auftritt und warum er auftreten kann.

## Beispiel
```
int
 
i
,
 
x
 
=
 
0
;

for
 
(
i
 
=
 
1
;
 
i
 
<=
 
10
;
 
i
++
)

{

    
x
 
=
 
i
 
*
 
2
;

}

```

| i  | x  |
| -- | -- |
| ?  | 0  |
| 1  | 2  |
| 2  | 4  |
| 3  | 6  |
| 4  | 8  |
| 5  | 10 |
| 6  | 12 |
| 7  | 14 |
| 8  | 16 |
| 9  | 18 |
| 10 | 20 |
| 11 | 20 |

Dieses Beispiel zeigt den systematischen Prozess, der während der Verarbeitung des Algorithmus stattfindet. Der Anfangswert von x ist Null, aber i wurde zwar definiert, aber kein Wert zugewiesen. Daher ist sein Anfangswert unbekannt. Während das Programm ausgeführt wird, ändern sich Zeile für Zeile die Werte von i und x und spiegeln jede Anweisung des Quellcodes in der Ausführung wider. Ihre neuen Werte werden in der Ablaufverfolgungstabelle aufgezeichnet. Wenn i aufgrund der i++-Anweisung in der for-Definition den Wert von 11 erreicht, wird der Vergleich i<=10 zu false ausgewertet, wodurch die Schleife angehalten wird. Da das Ende des Programms erreicht wurde, endet auch die Ablaufverfolgungstabelle.